# Cinq Barbares
 (février 2023).
La mise en forme du texte ne suit pas les recommandations de Wikipédia : il faut le « wikifier ».
Les points d'amélioration suivants sont les cas les plus fréquents. Le détail des points à revoir est peut-être précisé sur la page de discussion.
- Les titres sont pré-formatés par le logiciel. Ils ne sont ni en capitales, ni en gras.
- Le texte ne doit pas être écrit en capitales (les noms de famille non plus), ni en gras, ni en italique, ni en « petit »…
- Le gras n'est utilisé que pour surligner le titre de l'article dans l'introduction, une seule fois.
- L'italique est rarement utilisé : mots en langue étrangère, titres d'œuvres, noms de bateaux, etc.
- Les citations ne sont pas en italique mais en corps de texte normal. Elles sont entourées par des guillemets français : « et ».
- Les listes à puces sont à éviter, des paragraphes rédigés étant largement préférés. Les tableaux sont à réserver à la présentation de données structurées (résultats, etc.).
- Les appels de note de bas de page (petits chiffres en exposant, introduits par l'outil «  Source ») sont à placer entre la fin de phrase et le point final[comme ça].
- Les liens internes (vers d'autres articles de Wikipédia) sont à choisir avec parcimonie. Créez des liens vers des articles approfondissant le sujet. Les termes génériques sans rapport avec le sujet sont à éviter, ainsi que les répétitions de liens vers un même terme.
- Les liens externes sont à placer uniquement dans une section « Liens externes », à la fin de l'article. Ces liens sont à choisir avec parcimonie suivant les règles définies. Si un lien sert de source à l'article, son insertion dans le texte est à faire par les notes de bas de page.
- La présentation des références doit suivre les conventions bibliographiques. Il est recommandé d'utiliser les modèles {{Ouvrage}}, {{Chapitre}}, {{Article}}, {{Lien web}} et/ou {{Bibliographie}}. Le mode d'édition visuel peut mettre en forme automatiquement les références.
- Insérer une infobox (cadre d'informations à droite) n'est pas obligatoire pour parachever la mise en page.

Pour une aide détaillée, merci de consulter Aide:Wikification.
Si vous pensez que ces points ont été résolus, vous pouvez retirer ce bandeau et améliorer la mise en forme d'un autre article.
Ne doit pas être confondu avec Four Barbarians.
Les Cinq Barbares, ou Wu Hu (en chinois : 五胡;  pinyin : Wǔ Hú), est un exonyme historique chinois désignant cinq anciens peuples non Han qui ont immigré dans le nord de la Chine sous la dynastie des Han de l'Est, puis ont renversé la dynastie des Jin de l'Ouest et ont établi leurs propres royaumes aux IVe et Ve siècles,,,.
Ces peuples étaient,, :
- Xiongnu ;
- Jie ;
- Xianbei ;
- Qiang ;
- Di.

Parmi ces cinq groupes ethniques tribaux, les Xiongnu et les Xianbei étaient des peuples nomades des steppes du nord. L'identité ethnique des Xiongnu est incertaine, mais les Xianbei semblent avoir été mongols. Les Jie, peuple pastoral, étaient peut-être une branche des Xiongnu, qui étaient peut-être Ienisseïens. Les Di et les Qiang étaient originaires des hautes terres de l'ouest de la Chine. Les Qiang étaient principalement des bergers et parlaient des langues tibéto-birmanes, tandis que les Di étaient des agriculteurs qui parlaient peut-être une langue sino-tibétaine ou turcique.

## Définition

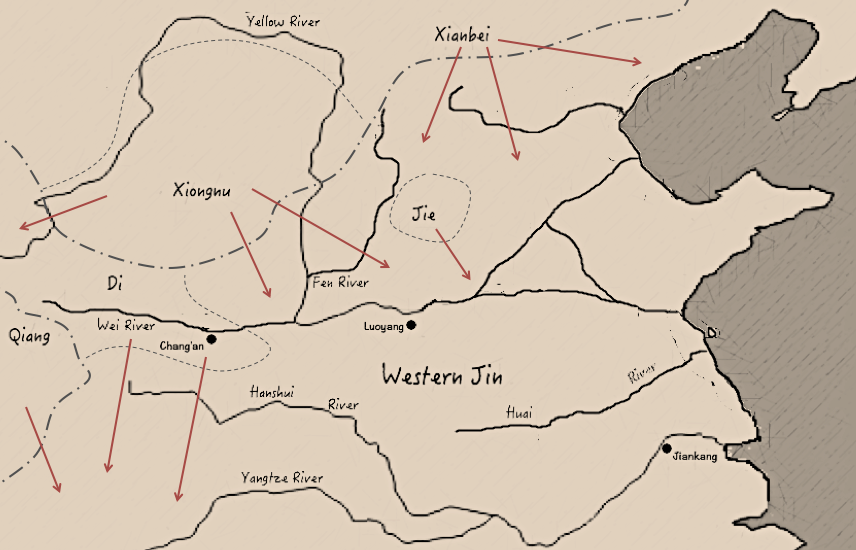
Soulèvement des Cinq Barbares sous la dynastie Jin

Le terme "Cinq Hu" a été utilisé pour la première fois dans les Annales de printemps et d'automne des Seize Royaumes (501–522), ouvrage racontant l'histoire de la fin de la dynastie des Jin occidentaux et des Seize Royaumes au cours desquels des rébellions et des guerres causées par, ou se déroulant parmi des minorités ethniques chinoises non-Han, ont ravagé le nord de la Chine. Le terme Hu avait déjà été utilisé dans des écrits antérieurs pour désigner les Xiongnu, mais est devenu par la suite un terme collectif désignant les minorités ethniques qui s'étaient installées dans le nord de la Chine et avaient pris les armes lors du Soulèvement des Cinq Barbares. Ce terme regroupait alors les Xiongnu, Xianbei, Di, Qiang et Jie.
Aujourd'hui, les historiens pensent que plus de cinq tribus nomades ont participé à ce conflit, et le l'expression "Cinq Barbares" est devenu un terme collectif pour tous les peuples nomades ayant résidé dans les parties nord des différents empires historiques chinois.
Ils s'agissait d'un mélange de tribus de diverses souches proto-mongoles, turciques, tibétaines et ienisseïennes,. Certains les divisent en deux tribus turciques, une tribu toungouse et deux tribus tibétaines, et d'autres en tribus tibétaines et altaïques

## Les Xiongnu du Sud
Les Xiongnu sont un peuple ayant émigré à l'intérieur et à l'extérieur de la Chine historique, en particulier pendant les périodes de troubles, il semblerait depuis l'époque de la dynastie Qin. Le Chanyu (Shanyu ou Chanyu signifiant "Fils du ciel éternel'' et équivalant au titre de roi) Huhanye (呼韓邪; -58 à -31) a signé un accord heqin avec la Chine Han en 53 avant notre ère.
En -48, après un conflit dynastique au sein de la confédération Xiongnu, un Chanyu dont on ignore le nom (-48 à -56) a conduit huit tribus en Chine en vertu d'un traité  heqin renouvelé, créant ainsi une scission entre un état des Xiongnu du Sud sous la vassalité de la Chine et un état des Xiongnu du Nord ayant maintenu son indépendance.
Alors que les Xiongnu du Nord déclinaient à cause de conflits internes et externes, les Xiongnu du Sud ont accueilli des vagues de nouveaux migrants et, à la fin du premier siècle de notre ère, la majorité des Xiongnu résidaient en Chine historique et le long de ses frontières septentrionales.
Dans les années 190 de notre ère, les Xiongnu du Sud se révoltent pour protester contre les tentatives de la Cour chinoise de nommer contre leur volonté Chizhi Shizhu Hou (188 à 195), un Chanyu fantoche inféodé au pouvoir impérial :

« Dong Xian, who was boastful of his victories, forsook the rules which could keep peace, and was unfair and greedy, seized the right to frighten and pardon, again installed Shanyu for Northern Hu, returned him to the old court, began favoring both Shanyus, and thus, for his own prosperity, violated the principles of justice and have sown seeds of great evil,. »

Par la suite, les Xiongnu du Sud élisent un Chanyu Xubu en 188 ce qui amène Chizhi Shizhu Hou à s'enfuir vers la cour chinoise. Après la mort du nouveau Chanyu en 196, la plupart des Xiongnu du Sud partent rejoindre les Xiongnu du Nord et seules cinq tribus restent en Chine,,.
La guerre des huit princes pendant la dynastie Jin (266-420) déclenche un soulèvement à grande échelle des Xiongnu du Sud après 304, qui aboutit au pillage des capitales chinoises Luoyang en 311 et Chang'an. Le royaume Xiongnu du Zhao antérieur capture et exécute les deux derniers empereurs Jin respectivement en 313 et 318 alors que la dynastie des Jin occidentaux s'effondre complètement. Pendant cette période, de nombreux Chinois fuient au sud du fleuve Yangtsé afin d'échapper aux ravages des Xiongnu dans le nord. Fu Jian (337 à 385) unifie temporairement le nord, mais cela en dure qu'un temps car sa réalisation est détruite après la bataille de la rivière Fei. Les Wei du Nord unifient à nouveau la Chine du Nord en 439 et ont inaugurent la période des Dynasties du Nord.

## Les Cinq Barbares après la chute des Xiongnu du Nord
Au premier siècle, la dynastie des Han soumet les Xiongnu du Nord lors de la guerre Han-Xiongnu. Des hordes de bergers ainsi que les Xiongnu du Sud, à l'origine soumis par les Xiongnu du Nord, commencent à commercer sans qu'un lourd tribut ne leur soit imposé. Les chevaux et les produits animaux sont échangés principalement contre des outils agricoles, tels que la herse et la charrue, et des vêtements et tissus comme la soie. En retour, ces bergers ont aidé à défendre la dynastie Han contre tous les Xiongnu restants. Comme beaucoup de Xiongnu échangent avec la dynastie Han, ils décident de s'installer près de la frontière chinoise, pour faciliter les échanges, plutôt que de rester dans les steppes de Mandchourie et de Mongolie.
Certains groupes de bergers non Xiongnu se sont même installés de manière permanente à l'intérieur des frontières chinoises, dont le premier est le peuple Wuhuan (烏桓), qui émigre vers la région de l'actuelle province du Liaoning à l'époque du Jiangwu (25 à 56). À noter que les Xiongnu du Sud ont migré avant les Wuhuan mais pas pour des raisons commerciales.
La liaison entre la dynastie et les groupes de bergers reposait sur des avantages économiques et militaires mutuels. Alors que les Xiongnu du Nord, maîtres des steppes mongoles et ennemis mortels de la dynastie Han, étaient encore assez puissants sous les règnes de l'empereur Ming, de l'empereur Zhang et de l'empereur He (58 à 105) pour maintenir intacte cette fragile alliance, la dynastie Han connut les années les plus prospères de ses presque 200 ans d'existence. Certains fragments des Xiongnu du Nord ont même migré à l'intérieur de la frontière vers la plaine de Xihe (à l'ouest du fleuve Jaune et au sud du désert d'Ordos).
La situation change radicalement dans les dernières années du règne de l'empereur He, fils de l'empereur Zhang. Duo Xian (50 à 92), beau-frère de l'empereur Zhang par l'intermédiaire de sa sœur l'impératrice Duo, vainc complètement les Xiongnu du Nord dans une série de campagnes. Les survivants échappent de peu à l'anéantissement, reconnaissent leur défaite et commencent à migrer hors des steppes mongoles disparaissant de ce fait en tant que groupe ethnique distinct. D'autres survivants se sont assimilés à d'autres tribus par des mariages mixtes : la tribu Yuwen en est un bon exemple.
Dans leur sillage, un vide de pouvoir a été laissé sur les steppes mongoles. Les principaux prétendants étaient les Xiongnu du Sud, qui habitaient une région au sud de la steppe et étaient maintenant forts de plus de cent mille bergers résidant dans la plaine de Xihe ; les Xianbei, qui vivaient à l'est de la steppe, résidant dans les plaines de Mandchourie ; les Dingling, qui habitaient à l'origine sur les rives du lac Baïkal et avaient déjà commencé à marcher vers le sud dans les steppes avant que Duo Xian ne détruise les Xiongnu du Nord; et les Wuhuan, qui vivaient au sud des Xianbei et étaient les plus faibles des quatre.
À l'inverse des Xiongnu du Sud et bien que toujours alliés avec la dynastie Han ces quatre groupes nomades vont souvent coopérer afin de piller les régions du nord de la Chine au lieu de profiter du commerce rentable de provisions, outils et produits de luxe avec ces derniers. La dynastie Han n'a pas les moyens d'organiser une grande expédition pour les punir et va fréquemment user de mesures diplomatiques et monétaires afin de diviser les peuples nomades et fragiliser leur alliance.
À cette période, la dynastie Han décline fortement à mesure que des clans d'eunuques et de consorts se forment à la Cour Impériale et s'affrontent pour le pouvoir. Les riches marchands chinois achètent les terres des paysans qui les cultivaient depuis des années. Les paysans sans terre demandent alors protection auprès des nouveaux riches propriétaires et doivent leur payer une taxe en retour au lieu de contribuer aux impôts du gouvernement. Cette faillite de l'État se voit aussi dans la corruption impressionnante des bureaucrates causée en grande partie par la baisse brutale des revenus. Les grands propriétaires fonciers profitent de la faillite du gouvernement central et établissent leur propre armée. Les gouverneurs des différentes régions commencent à administrer leur territoire comme des dirigeants indépendants. Pour résumer, la contribution de la population à l'impôt ainsi que la levée militaire se fait au profit des gouverneurs et non du gouvernement central ce qui va mener à l'inexorable effondrement de la Chine vers la période des Trois Royaumes.
La dynastie Han doit aussi se confronter aux Qiang et aux Di à la frontière est de l'empire qui ont été impliqués dans de nombreuses escarmouches depuis le milieu des Han occidentaux (vers la moitié du premier siècle avant notre ère). Avec le déclin des Han orientaux, les Qiang, ancêtres directs des Tibétains modernes, lancent de grandes invasions contre la Chine. Grâce à leurs réseaux d'espions et d'informateurs, les Han sont alertés et déploient des troupes près de la frontière occidentale afin de les repousser.
Même si peu d'invasions Qiang ont été menées et jamais avec le succès escompté, l'envoi répété de troupes militaires épuise les finances et fait le lit de l'apparition d'ambitieux généraux, le plus célèbre étant Dong Zhuo (130s - 192), prétendant à la cour des Han de 189 à 192. Plus la cour est affaiblie par des troubles internes, plus les nomades aspirent la richesse de la dynastie Han. Les Wuhuan se sont souvent alliés aux Han pour lutter contre les raids des Xianbei et des Xiongnu du Sud, même s'ils se sont parfois alliés temporairement aux Xiongnu pour repousser les attaques conjointes des Han et des Xianbei.
La cour Han a également déployé des mercenaires Xianbei et Wuhuan pour des campagnes contre les rebelles et pour réprimer les insurgés paysans. Ces mercenaires étaient souvent favorables au soulèvement paysan et ne faisaient donc pas confiance aux autorités militaires Han. Cependant, ils étaient la meilleure option disponible pour réprimer les insurgés et, par conséquent, ces soldats étaient mal traités et étaient déployés loin de leur patrie, ou dans les positions les plus dangereuses sur le champ de bataille ou en les privant de provisions et d'armes. Ainsi, les militaires qui pouvaient gagner la confiance des Xianbei ou des Wuhuan pouvaient collaborer avec les tribus pour le bien de leur propre carrière.
Par exemple, une unité d'environ 5 000 cavaliers  Wuhuan qui résidaient habituellement dans le Youzhou (partie du nord-est moderne du Hebei et de l'ouest de la province du Liaoning) a été déployée dans le sud de la province de Jing (dans la province du Hunan) pendant trois années consécutives. Les rébellions (187 à 189) de Zhang Chun (張純; mort en 189) et Zhang Ju (張舉; mort en 189) dans le Youzhou en alliance avec cette unité de cavalerie Wuhuan ont marqué la première de nombreuses collaborations de ce type. Yuan Shao (140s à 202) et Gongsun Zan (140s à 199), deux seigneurs de guerre de la fin de la dynastie Han, ont également exploité respectivement Wuhuan et Xianbei dans leurs propres quêtes de pouvoir. Ironiquement, Gongsun Zan était le commandant chargé de réprimer la rébellion de Zhang Chun et Zhang Ju.

## La confédération Xianbei de Tanshihuai
La difficile relation entre la cour Han et divers groupes nomades a duré du début du IIe siècle au début des années 160 et l'apparition de Tanshihuai (檀石槐  120s à 181), fils illégitime d'un officier militaire subalterne des mercenaires Xianbei déployés contre les Xiongnu du Sud. Malgré son faible statut social parmi les nomades Xianbei, il réussit à unifier toutes les tribus Xianbei sous son règne dans une confédération contre la cour Han.
Chaque tribu Xianbei était dirigée par un chef et était regroupée au sein de la confédération en trois fédérations plus petites : l'Ouest, le Centre et l'Est. Les chefs notables sous Tanshihuai étaient Murong (voir Seize Royaumes), Huitou (voir Seize Royaumes) et Tuiyin (voir Tuoba).
La confédération était un gouvernement centralisé rudimentaire. Toutes les tribus devaient partager la totalité de leurs bénéfices commerciaux, les devoirs militaires et s'assurer d'une position unifiée contre la cour Han. L'esclavage était important car les captifs étaient forcés de travailler pour fournir des provisions et des armes.
Soutenu par cette confédération, Tanshihuai a persuadé les Xiongnu du Sud à contracter une alliance étroite. Les Wuhuan, Dingling, Qiang et Di aidaient parfois la confédération qui comprenait désormais toutes les principales tribus des steppes s'étendant de l'actuelle province de Jilin au centre du Xinjiang.
Le malaise à la cour des Han face à ce développement d'un nouveau pouvoir dans les steppes a finalement donné lieu à une campagne à la frontière nord pour anéantir la confédération une fois pour toutes. En 177, 30 000 cavaliers Han attaquèrent la confédération, commandés par Xia Yu (夏育), Tian Yan (田晏) et Zang Min (臧旻), chacun d'eux étant le commandant d'unités envoyées respectivement contre les Wuhuan, les Qiang, et les Xiongnu du Sud avant la campagne.
Chaque officier militaire commandait 10 000 cavaliers et avançait vers le nord sur trois routes différentes, visant chacune des trois fédérations. Les unités de cavalerie commandées par des chefs de chacune des trois fédérations ont quasiment anéanti les forces d'invasion. Quatre-vingts pour cent des soldats sont tués et les trois officiers, qui n'ont ramené que des dizaines d'hommes sains et saufs, sont relevés de leurs fonctions.
Malgré ces victoires éclatantes, à la mort de Tanshihuai en 181, ses successeurs (fils et neveux) n'ont jamais gagné le respect des chefs des trois fédérations. Ils étaient également moins ambitieux et se battaient constamment entre eux pour devenir chef de la confédération qui, de ce fait, devenait de plus en plus impuissante.
D'autre part, les tribus ont commencé à émigrer de la steppe, principalement vers le sud-ouest et le sud-est pour de meilleurs pâturages. La faiblesse de la cour Han a également encouragé les tribus à se déplacer plus loin en Chine. Par exemple, la tribu Tufa (禿髮), une ramification des Tuiyin (dynastie des Wei du Nord), s'est installée dans la région montagneuse orientale de l'actuelle province du Qinghai. Ainsi, la frontière effective de la dynastie Han a été progressivement repoussée plus au sud et à l'est. La confédération a été pratiquement dissoute au début du IIIe siècle, permettant aux seigneurs de guerre de la dynastie Han de jouer leur propre jeu de lutte pour la suprématie sans trop d'interférence de tribus extérieures à la Chine.